# Трахея
Трахе́я (от др.-греч. τραχεῖα (ἀρτηρία) — букв. «шероховатое (дыхательное горло)») — орган позвоночных, в том числе человека, являющийся частью воздухоносных путей; расположен между гортанью и бронхами.

## У позвоночных

### Земноводные
У земноводных трахея не разделяется на бронхи (лёгкие начинаются от трахеи) и не у всех обособлена от гортани (у бесхвостых трахея отсутствует; лёгкие начинаются от гортани).
У хвостатых земноводных трахея обычно длинная, с парными хрящиками, которые иногда срастаются. Неравномерно разбросанные небольшие хрящи, которые обычно укрепляют стенки трахеи и иногда соединены между собой по бокам, обнаруживают известную связь с гортанными хрящами, и поэтому им приписывают такое же висцеральное происхождение (предположительно за счёт пятой жаберной дуги), как и последним.

### Пресмыкающиеся
У пресмыкающихся (так же, как у птиц и млекопитающих) трахея хорошо обособлена от гортани и делится на бронхи. Длина трахеи увеличивается с длиной шеи и уменьшается с длиной бронхов. У пресмыкающихся скелет трахеи состоит из полных или неполных хрящевых колец.

### Птицы
У птиц в месте разветвления трахеи на бронхи расположен голосовой орган — сиринкс, или нижняя гортань. Скелет трахеи обычно состоит из цельных окостеневающих колец, нижние из которых участвуют в образовании сиринкса.
У некоторых видов трахея образует многочисленные извивы и расширения, играющие роль резонаторов. Это независимо возникало в разных группах птиц много раз, а завитки трахеи могут располагаться в разных областях тела. У самцов манукодий трахея может расти всю жизнь и образует зрелищные завитки прямо под кожей; у лебедей и журавлиных завитки трахеи располагаются внутри киля.

### Млекопитающие
Скелет трахеи млекопитающих образован хрящевыми полукольцами (замкнутые кольца есть у бобра, агути, шерстокрыла, лемуров).
Спинная сторона трахеи обычно перепончатая, к ней прилегает пищевод. У китообразных и сирен хрящи трахеи частично сливаются между собой, образуя подобие спирали. Трахея обычно разделяется на 2 бронха в грудной полости. У некоторых животных от трахеи отходит добавочный бронх (зубатые киты, жвачные, свиньи).

#### Человек
Трахея человека — дыхательное горло, непосредственное продолжение гортани. Имеет вид трубки длиной 11—13 см, состоящей из 16—20 хрящевых полуколец, соединённых плотной волокнистой соединительной тканью. Задняя стенка трахеи, освобождённая от хрящевой ткани, состоит из соединительной ткани, в которой находятся гладкие мышечные волокна. Такое строение помогает прохождению пищи по пищеводу, который находится сзади трахеи. Трахея выстлана слизистой оболочкой. В подслизистом слое много смешанных слизистых желёз.

## Трахеи паукообразных и насекомых
Трахеи (псевдотрахея) — органы дыхания насекомых и паукообразных, по-видимому, независимо возникшие у этих групп при переходе к наземному образу жизни. Имеют эктодермальное происхождение (представляют собой впячивание покровов). Трахеи — тонкие, обычно ветвящиеся трубочки с тонкой хитиновой выстилкой, укрепленной более толстыми хитиновыми кольцами. Наружу открываются парными отверстиями — дыхальцами, которые у некоторых насекомых имеют сложный запирательный аппарат, позволяющий регулировать потерю влаги при дыхании. У большинства членистоногих дыхальца расположены на брюшных сегментах, хотя встречаются и на грудных и, реже, головных. Трахеи паукообразных обычно не сливаются и ветвятся относительно слабо, кислород через их стенки поступает в гемолимфу. У насекомых трахеи обычно сливаются (анастомозируют), а их тонкие веточки заходят внутрь отдельных клеток, доставляя кислород к клеткам без участия гемолимфы.

## Травмы трахеи
Переломы трахеи могут возникать в результате ушиба или внезапного сильного вдоха, резко повышающего внутритрахеальное давление воздуха. В первом случае возникают продольные переломы нескольких хрящей по средней линии их дужек, во втором случае происходит разрыв межкольцевой связки. Быстро развиваются гематома и эмфизема средостения, а также нередко — асфиксия. Оказание экстренной помощи в таких случаях заключается в интубации трахеи или нижней трахеотомии.